# Hemicaranx bicolor
Hemicaranx bicolor är en fiskart som först beskrevs av Günther, 1860.  Hemicaranx bicolor ingår i släktet Hemicaranx och familjen taggmakrillfiskar. Inga underarter finns listade i Catalogue of Life.